# Rochefourchat
Rochefourchat é uma comuna francesa na região administrativa de Auvérnia-Ródano-Alpes, no departamento de Drôme. Estende-se por uma área de 12,74 km². Em 2010 a comuna tinha 1 habitantes (densidade: 0,1 hab./km²).